# Western Interprovincial Football Union
La Western Interprovincial Football Union (WIFU) était une compétition canadienne de football canadien ayant opéré dans les provinces de l'Ouest canadien (Manitoba, Saskatchewan, Alberta et Colombie-Britannique) entre 1936 et 1960. En 1961, elle est devenue la conférence de l'Ouest de la Ligue canadienne de football, dont elle faisait partie depuis sa fondation en 1958.

## Histoire
En 1936, à la suite du succès grandissant des équipes de l'Ouest canadien en football (pour la première fois, une équipe de l'Ouest, les Pegs de Winnipeg, avait remporté la coupe Grey l'année précédente), trois équipes forment une nouvelle ligue en vue d'améliorer le niveau de compétition. Les trois équipes fondatrices sont celle de Winnipeg (nouvellement renommés Blue Bombers), les Bronks de Calgary et les Roughriders de Régina. 
Les saisons de 1942 à 1945 furent annulées à cause de la Seconde Guerre mondiale. 

## Équipes
| Nom                              | Année de création ou d'entrée dans la WIFU | Année de disparition (ou fin de la WIFU en 1960) | Notes                                                               |
| -------------------------------- | ------------------------------------------ | ------------------------------------------------ | ------------------------------------------------------------------- |
| Blue Bombers de Winnipeg         | 1936                                       | 1960                                             |                                                                     |
| Roughriders de Régina            | 1936                                       | 1960                                             | Prennent le nom de Roughriders de la Saskatchewan à partir de 1946. |
| Bronks de Calgary                | 1936                                       | 1940                                             |                                                                     |
| Grizzlies de Vancouver           | 1941                                       | 1941                                             |                                                                     |
| Stampeders de Calgary            | 1945                                       | 1960                                             |                                                                     |
| Eskimos d'Edmonton               | 1949                                       | 1960                                             |                                                                     |
| Lions de la Colombie-Britannique | 1954                                       | 1960                                             |                                                                     |

Source.